# Parallax technika
A parallax technika (más néven parallax görgetés vagy parallax dizájn) egy különleges képalkotási technika, amelynek lényege a többrétegű megjelenítés, ahol a háttérben található rétegek lassabban mozdulnak el a szemlélő számára, mint az előtérben találhatóak, így keltenek háromdimenziós hatást. A mélység érzékeltetésére alkalmas módszer a multiplán kameráktól származik, amelyet az 1930-as évek rajzfilmjeinél alkalmaztak először. A parallax technika az 1980-as években a játéktermi videójátékokban is megjelent, legújabban pedig a webdizájn területén alkalmazzák széles körben parallax dizájn vagy parallax görgetés néven.

## Módszerek
A parallax előállításának négy hagyományos módszere létezik, melyeket játéktermi játékok, videójátékok és asztali számítógépek esetében alkalmaznak:

### Réteges módszer
Azon kijelző rendszerek esetében, amelyek támogatják a több háttérréteg megjelenítését, a parallax technikát előállíthatják úgy, hogy függőlegesen és vízszintesen az egyes rétegeket különböző mértékben tolják el egymáshoz képest, ezzel szimulálva a multiplán kamerát. A személő így a gyorsabban mozgó rétegeket közelebbinek fogja érzékelni. Egyes rétegeket gyakran a játéktér elé helyezik (a réteg elé, amely azokat a tárgyakat tartalmazza, melyekkel a játékos interakcióba léphet). Ennek funkciója lehet a térhatás fokozása, a játék egyes részleteinek elrejtése vagy a játékos megzavarása.

### Sprite módszer
A programozók sprite-ok, azaz önállóan irányítható mozgó objektumok pszeudo-rétegeit helyezhetik el a rétegek mögött vagy előtt. A NES-re megjelent Star Force és a Super NES-re kiadott Final Fight játékok ezt a módszert alkalmazták.

### Ismétlődő minta vagy animáció
Az ismétlődő háttér vagy animáció előtt elhelyezett objektumok is előidézhetik a parallax hatást, sok játék esetében például ismétlődő csillagmezőt használtak ilyen célra háttérként.

### Raszter módszer
A rasztergrafikában általában felülről lefelé frissülnek a pixelek egy képen, némi késleltetéssel. Ezt egyes játékok esetében arra használták fel, hogy parallax hatást érjenek el úgy, hogy több réteg meglétének illúzióját keltik.

## Parallax technika a webdizájnban
A parallax dizájn a webdizájn területén a 2011-es évben kezdett széles körben megjelenni a HTML5 és a CSS3,illetve a jQuery lehetőségeit kihasználva. A technikát használó weboldalak célja elsősorban a felhasználói élmény javítása, a felhasználók elköteleződésének erősítése. Az egyik legelső weboldal, amely a parallax görgetést használta fel, a Nike Better World volt, amely a HTML5 lehetőségeit kihasználva egy történetet mesélt el és a Nike termékeit népszerűsítette.
A parallax dizájn általában különféle mélységérzetet keltő hátterek használatával, illetve az előtérbe helyezett lebegő elemek megjelenítésével valósul meg a weboldalak létrehozásakor.
Az előtérbe helyezett lebegő elemek javíthatják egy weboldal funkcionalitását, így például a segítségükkel frissen keletkező tartalmakra hívható fel a felhasználó figyelme, vagy animált formában mutatható be egy termék használatának módja. Más esetekben a parallax dizájn alkalmazásának a célja mindössze az oldalról alkotott kép javítása, a felhasználók tetszésének elnyerése.
A parallax technika ellenzői szerint annak megvalósítása túlságosan erőforrás-igényes, a weboldal elemei lassan töltődnek be, és így nem is feltétlenül játszanak szerepet a felhasználói benyomás kialakulásában, amely már az első 50 milliszekundumban megtörténik, emellett akár zavaró is lehet a felhasználók egy része számára. A technika alkalmazását pártolók azonban azzal érvelnek, hogy mivel a felhasználók számos weboldalt látogatnak meg egy nap, éppen a parallax technikához hasonló megoldások lehetnek azok, amelyek egy oldalt egyedivé és emlékezetessé tesznek; illetve úgy vélik, a technika alkalmas a web folytonosságának érzékeltetésére.
A parallax dizájn nagy hátránya, amely hátráltatja széles körű alkalmazását, hogy nem kompatibilis a reszponzív és mobil dizájnnal. Az okostelefonokon és más kisebb készülékeken a parallax dizájnt használó oldalak általában nem jelennek meg megfelelően (elsősorban iOS operációs rendszert használó eszközöknél), amennyiben pedig igen, úgy a mozgó elemek a kisebb képernyőn inkább zavarják a felhasználót.
Az online marketing szempontjából szintén nem ideális technika, ugyanis mivel a parallax görgetést használó weboldalak általában egyetlen oldallal rendelkeznek, és azon található meg minden tartalom, a kevéssé hatékonyan keresőoptimalizálható. A hatékonyabb keresőoptimalizálás ugyanakkor megoldható például belső linkek elhelyezésével, vagy a több oldalra osztással.
A parallax technikával készült weboldalak elsősorban úgynevezett egyoldalas weblapokon jelentek meg, illetve ilyeneken alkalmazzák jelenleg is. Ezeket főleg termék vagy szolgáltatás ismertetésére alakítják ki, illetve a weboldal egyes elemeinek segítségével valamilyen cselekvésre ösztönzik a látogatókat. Ilyen cselekvés lehet egy hírlevél-feliratkozás, egy videó megtekintése, vagy akár egy rendelés leadás. Ezeket nevezzük szaknyelven landing page-nek, vagyis érkező weboldalnak, aminek célja, hogy a látogatót a cselekvés irányába terelje, és ne térítse el ettől a céltól. Az ilyen típusú weboldalak esetén terjedt el elsősorban a parallax technika, bár az igazán látványos elemek sokszor ellenhatást érhetnek el, ha nem megfelelően vannak használva.

### A parallax veszélyei
A parallax görgetés elterjedésével a webdizájnban, illetve azzal, hogy az Apple iPhone készülékeinek kezdőképernyője 2013-tól kezdve alkalmazza a technikát az iOS 7 frissítéstől kezdődően, megnövekedett azon esetek száma, melyek során a felhasználók émelygésre, szédülésre vagy fejfájásra panaszkodtak. Ez a frissítés a Retina Ready, aminek a célja az volt, hogy a készülék figyelje a szemmozgást és ezeket az elemeket jobban világítsa meg hátulról, vagy legyen élesebb, színesebb az adott részlet. Amikor sok inger éri a szemet, zavaróvá válhat a hirtelen fókuszváltás, emiatt előfordulhat émelygés, hányinger, szédülés.
A parallax hatás ugyanis vizuálisan indukált mozgási betegséget (Visually Induced Motion Sickness, VIMS) idézhet elő, mely során a vesztibuláris rendszer és az érzékszervek nem jeleznek mozgást, a szem azonban igen. A jelenség becslések szerint a populáció kevesebb mint 5 százalékát érintheti.

## Fordítás
Ez a szócikk részben vagy egészben  a   Parallax scrolling című angol Wikipédia-szócikk ezen változatának fordításán alapul.  Az eredeti cikk szerkesztőit annak laptörténete sorolja fel. Ez a jelzés csupán a megfogalmazás eredetét és a szerzői jogokat jelzi, nem szolgál a cikkben szereplő információk forrásmegjelöléseként.